# پالی ۵۲۷۸
سیارک ۵۲۷۸ (به انگلیسی: 5278 Polly، نامگذاری:1988EJ1) پنج هزار و دویست و هفتاد و هشتمین سیارک کشف شده‌است که در ۱۲ مارس ۱۹۸۸ کشف شد.
قدر مطلق سیارک برابر ۱۳٫۴۰ است.